# Eleições parlamentares europeias de 1984 (Luxemburgo)
As eleições parlamentares europeias de 1984 no Luxemburgo foram realizadas a 17 de junho para eleger os 6 assentos do país para o Parlamento Europeu.

## Resultados Nacionais
| Partido                 | Partido                         | Votos     | %               | +/-  | Deputados | +/-     |
| ----------------------- | ------------------------------- | --------- | --------------- | ---- | --------- | ------- |
|                         | Partido Popular Social Cristão  | 345 586   | 34,90 / 100,00  | 1,22 | 3 / 6     | Estável |
|                         | Partido Operário Socialista     | 296 382   | 29,93 / 100,00  | 8,29 | 2 / 6     | 1       |
|                         | Partido Democrata               | 218 481   | 22,07 / 100,00  | 6,05 | 1 / 6     | 1       |
|                         | Os Verdes                       | 60 152    | 6,08 / 100,00   | Novo | 0 / 6     | Novo    |
|                         | Partido Comunista               | 40 395    | 4,08 / 100,00   | 0,92 | 0 / 6     | Estável |
|                         | Partido Socialista Independente | 25 355    | 2,56 / 100,00   | Novo | 0 / 6     | Novo    |
|                         | Outros                          | 3 791     | 0,38 / 100,00   |      | 0 / 6     |         |
| Votos Inválidos         | Votos Inválidos                 | 24 190    | 2,39 / 100,00   | 1,06 |           |         |
| Votos expressos         | Votos expressos                 | 1 014 332 |                 |      |           |         |
| Total                   | Total                           | 191 602   | 100,00 / 100,00 |      | 6 / 6     |         |
| Eleitorado/Participação | Eleitorado/Participação         | 215 792   | 88,79 / 100,00  | 0,12 |           |         |